# Germán Pinillos
Germán Pinillos (Callao, 6 de abril de 1972) é um ex-futebolista peruano que atuava como meia.

## Carreira
Germán Pinillos integrou a Seleção Peruana de Futebol na Copa América de 1995.